# عقربات
عقربات (به عربی: عقربات) یک روستا در سوریه است که در ناحیه الدانا واقع شده‌است. عقربات ۳۸۸ نفر جمعیت دارد.